# Thyreosthenius
Thyreosthenius este un gen de păianjeni din familia Linyphiidae.
Cladograma conform Catalogue of Life:
| Thyreosthenius | \| \| Thyreosthenius biovatus \| \| \| \| \| \| Thyreosthenius parasiticus \| \| \| \| |
|                | \| \| Thyreosthenius biovatus \| \| \| \| \| \| Thyreosthenius parasiticus \| \| \| \| |
|                | Thyreosthenius biovatus                                                                |
|                |                                                                                        |
|                | Thyreosthenius parasiticus                                                             |
|                |                                                                                        |